# Vivre ensemble (film)
Pour plus de détails, voir Fiche technique et Distribution.
Vivre ensemble est un film dramatique français écrit, réalisé et interprété par Anna Karina. Sorti en 1973, c'est le premier film de la réalisatrice.

## Synopsis
Alain, la trentaine, est professeur d'histoire et mène avec Sylvie une vie bien rangée. À Saint-Germain-des-Prés, il rencontre Julie, une fille fantasque et très libre. Alain quitte Sylvie et s'installe chez Julie. L'insouciance le gagne, il finit par ne plus aller travailler. Pour les vacances, Julie décide d'aller avec Alain à New York où ils s'immergent dans la bohème de Greenwich Village et rencontrent les activistes de Central Park…

## Fiche technique
- Réalisation : Anna Karina
- Assistant réalisateur : Patrick Schulmann
- Conseiller technique : Philippe Fourastié
- Scénario : Anna Karina
- Photographie : Claude Agostini
- Montage : Françoise Collin - Anna Karina
- Musique originale : Claude Engel
- Costumes : Gitt Magrini
- Budget : ~ 650 000 francs
- Productrice : Anna Karina
- Société de production : SNC, Anna Karina (RASKA Productions)
- Pays de production :  France
- Langues originales : français, anglais
- Durée : 93 minutes
- Genre : drame psychologique
- Dates de sortie :
  - France : 3 mai 1973
- Affiche : Jacques Vaissier (France)

## Distribution
- Anna Karina : Julie Andersen
- Michel Lancelot : Alain
- Bob Asklöf : Jackie
- Jean Aurel : Alain
- Lynn Berkley : Johnny
- Viviane Blassel : Véra
- Danny Brown : l'ami américain
- Gilles Exbrayat : un enfant
- Philippe Exbrayat : un enfant
- Raphael Mattei
- Monique Morelli : la concierge
- Gérard Pereira : Bruno
- Léo Fourastié : le bébé

## Accueil critique
- On ne peut qu'accueillir avec sympathie ce premier film (L'humanité)[1]
- Pour ses débuts à l'écran, Michel Lancelot fait preuve d'une aisance et d'une assurance remarquables. (Le Monde)[2]

### Postérité
Restauré en 2017, le film est présenté au Festival Lumière la même année. Suivent son édition en DVD chez M6 vidéo  puis une ressortie en salles le 14 février 2018 distribué par Malavida Films. 45 ans après sa sortie initiale, Vivre ensemble bénéficie d'un engouement critique : 

« Joli film triste, comédie tragique, Anna Karina mêle les deux tons habilement. Et livre de cette époque une vision à la fois originale et fidèle aux souvenirs de ceux qui l'ont connue. »

(Les Inrocks).

« C'est du cinéma à la première personne. Attention film-culte »

(Le Figaro).

« Karina capture les états d'âme d'une époque, d'une ville et l'usure des sentiments. Tout en rupture de ton et instants volés. Beau film fugueur sauvé de l'oubli. »

(Grazia).

## Autour du film
- Par crainte des réactions machistes du milieu du cinéma, Anna Karina utilise un pseudonyme masculin pour déposer une demande d'aide au CNC[7]
- Pour la musique du film, Anna Karina sollicite Serge Gainsbourg qui lui propose la chanson La noyée qu'elle enregistre alors mais, ne pouvant en payer les droits, elle se tourne vers Claude Engel avec lequel elle écrit la chanson du film. Seule la musique de Claude Engel figure au sein du film. La chanson ne sera éditée qu'en 45 tours. Les deux chansons de Serge Gainsbourg et de Claude Engel (sur des paroles d'Anna Karina) figurent sur l'album Anna Karina : chansons de films publié en 2004[8]

## Distinctions
- Sélectionné à la Semaine de la critique au Festival de Cannes 1973